# 道の駅駅伝
道の駅駅伝（みちのえきえきでん）は、テレビ東京の土曜スペシャルで不定期に放送されていたレギュラー企画である。

## 概要
マラソン芸能人が、各地の道の駅を巡りながら、駅伝形式で走り、ゴールに指定された道の駅を目指す。
従来の一般的な旅番組のイメージとは異なり、メンバーが険しい道のりを疲労や時間と戦いながら走るシーンなどがあり、普段の芸能人の姿とは違った一面を見ることができた。

## 基本ルール
- 立ち寄る道の駅ごとに設置してあるスタンプを押す。
  - 走る際は、最寄りの道の駅に立ち寄り、各道の駅に設置してあるスタンプをタスキに押していく。
  - スタンプを押さなければ、次の道の駅に進むことができない。
    - 道の駅到着後は1時間休まなければならない。
    - 道の駅館内にスタンプが設置されていて営業時間が終了し、閉館していた場合は押すことができない。
- 1人につき1日間、3人で計3日間で目的地を目指す。（第6回までは1人の芸能人につき2日間あり、3人で計6日間だった。）
  - アンカーは、最終日のゴールとなる道の駅の営業時間内に到着しなければならない。
- 2018年1月の第8回より3人ずつ2チームの対抗戦となる。猫ひろしがアンカーの「猫チーム」とゲストのアスリートがアンカーの2チームでの対戦で、先にゴールの道の駅でスタンプを押したチームの勝利となる。
- 道の駅に併設されている施設での宿泊はOKだが、それ以外は、宿泊する場所は自分で確保し、取材交渉も自分で行う（これは、『土曜スペシャル』で同じく人気企画である「ローカル路線バス乗り継ぎの旅」と同様である）。
  - あらかじめ泊まる場所を調べたり、予約しておく等はできない。仮に行った場所で宿がなければ（宿があったが満室だったり撮影許可が下りない場合も含め）、宿が見つかるまで探し続ける。

## 放送リスト
| 回数 | 放送日        | 番組タイトル                                       | 出発地                                          | 目的地                                      | 走者                             | 成否                     |
| ---- | ------------- | -------------------------------------------------- | ----------------------------------------------- | ------------------------------------------- | -------------------------------- | ------------------------ |
| 1    | 2012年12月8日 | 甲州～日本海330km!道の駅駅伝                       | 道の駅 とよとみ（山梨県中央市）                 | 道の駅 うみてらす名立（新潟県上越市）       | にしおかすみこ 猫ひろし 川上直子 | 閉館前到達               |
| 2    | 2013年5月11日 | 富士山～伊勢志摩330キロ!激走!道の駅駅伝2           | 道の駅 富士川楽座（静岡県富士市）               | 道の駅 伊勢志摩（三重県志摩市）             | 野々村真 NANA（MAX） 猫ひろし    | 閉館2分前到達            |
| 3    | 2013年11月9日 | 茨城～栃木～福島 激走315キロ!道の駅駅伝3           | 道の駅 こが（茨城県古河市）                     | 道の駅 ばんだい（福島県耶麻郡）             | 時東ぁみ Mina（MAX） 猫ひろし    | 閉館1分前到達            |
| 4    | 2014年5月10日 | 富士五湖～箱根～伊豆半島300km!激走!道の駅駅伝4     | 道の駅 なるさわ（山梨県南都留郡）               | 道の駅 伊東マリンタウン（静岡県伊東市）     | 北川弘美 東国原英夫 猫ひろし     | 失敗 3.1km手前で閉館時間 |
| 5    | 2015年3月21日 | 春の房総半島ぐるり 激走!250km 道の駅駅伝5          | 道の駅 きょなん（千葉県鋸南町）                 | 道の駅 水の郷さわら（千葉県香取市）         | 江口ともみ 青木愛 北川弘美       | 日没前到達               |
| 6    | 2016年1月9日  | 富山～石川〜福井 激走！300キロ道の駅駅伝6          | 道の駅 ウェーブパークなめりかわ（富山県滑川市） | 道の駅 越前（福井県越前町）                 | 水沢アリー 小島よしお 金田朋子   | 閉館時間前に到達         |
| 7    | 2017年9月9日  | 秩父～長瀞～軽井沢を巡る 激走！150キロ 道の駅駅伝7 | 道の駅 あらかわ（埼玉県秩父市）                 | 道の駅 ヘルシーテラス佐久南（長野県佐久市） | 小島よしお 熊切あさ美 猫ひろし   | 閉館時間前に到達         |

第1回 総移動距離316.2km 立ち寄った道の駅17
(1)とよとみ - (2)しらね - (3)にらさき - (4)はくしゅう - (5)こぶちさわ - (6)信州蔦木宿 - (7)小坂田公園 - (8)今井恵の里 - (9)アルプス安曇野ほりがねの里 - (10)安曇野松川 - (11)白馬 - (12)ぽかぽかランド美麻 - (13)おがわ - (14)中条 - (15)しなの - (16)あらい - (17)うみてらす名立
第1区： にしおかすみこ（走行距離 110.5km）
第2区： 猫ひろし（走行距離 94.2km）
第3区： 川上直子（走行距離 111.0km）
第2回 総移動距離330km 立ち寄った道の駅12
(1)富士川楽座 - (2)富士 - (3)宇津ノ谷峠 - (4)玉露の里 - (5)川根温泉 - (6)掛川 - (7)天竜相津花桃の里 - (8)潮見坂 - (9)田原めっくんはうす - (10)あかばねロコステーション - (11)伊良湖クリスタルポルト - (12)伊勢志摩
第1区： 野々村真（走行距離 106.6km）
第2区： MAX NANA（走行距離 90.1km）
第3区： 猫ひろし（走行距離 133.3km）
第3回 総移動距離315km 立ち寄った道の駅14
(1)こが - (2)きたかわべ（現・かぞわたらせ） - (3)みかも - (4)どまんなかたぬま - (5)にしかた - (6)みぶ - (7)うつのみや　ろまんちっく村 - (8)湧水の郷しおや - (9)湯西川 - (10)湯の香しおばら - (11)明治の森・黒磯 - (12)那須高原友愛の森 - (13)しもごう - (14)ばんだい
第1区： 時東ぁみ（走行距離 102.7km）
第2区： Mina（走行距離 77.7km）
第3区： 猫ひろし（走行距離 134.6km）
第4回 総移動距離296.9km 立ち寄った道の駅11
(1)なるさわ - (2)かつやま - (3)富士吉田 - (4)すばしり - (5)ふじおやま - (6)箱根峠 - (7)伊豆のへそ - (8)天城越え - (9)花の三聖苑伊豆松崎 - (10)下賀茂温泉 湯の花 -
(11) 開国下田みなと - (12)伊東マリンタウン ※ゴール3.1km手前で閉館時間を迎える。
第1区： 北川弘美（走行距離 70km）
第2区： 東国原英夫（走行距離 90km）
第3区： 猫ひろし（走行距離 140km）※タイムアップ後もゴールまで走る。
第5回 総移動距離250km 立ち寄った道の駅16
(1)きょなん - (2)富楽里とみやま - (3)とみうら枇杷倶楽部 - (4)南房パラダイス - (5)白浜野島崎 - (6)ちくら潮風王国 - (7)ローズマリー公園 - (8)和田浦WA・O! - (9)鴨川オーシャンパーク - (10)たけゆらの里おおたき - (11)つどいの郷むつざわ - (12)オライはすぬま - (13)風和里しばやま - (14)多古 - (15)くりもと - (16)水の郷さわら
第1区： 江口ともみ（走行距離 69.5km）
第2区： 青木愛（走行距離 90.4km）
第3区： 北川弘美（走行距離 90.1km）
猫ひろしは収録直前に東京マラソンを走っていたため今回は参加せず、サポートメンバーに回った。
第6回 総移動距離300km 立ち寄った道の駅14
(1)ウェーブパークなめりかわ - (2)カモンパーク新湊 - (3)氷見 - (4)万葉の里高岡 - (5)メルヘンおやべ - (6)倶利伽羅源平の郷 - (7)内灘サンセットパーク - (8)しらやまさん - (9)こまつ木場潟 - (10)山中温泉ゆけむり健康村 - (11)さかい - (12)みくに - (13)パークイン丹生ケ丘 - (14)越前
第1区： 水沢アリー（走行距離 75.5km）
第2区： 小島よしお（走行距離 94.5km）
第3区： 金田朋子（走行距離 130.0km）
猫ひろしは大事なレースのため欠場。
第7回 総移動距離00km 立ち寄った道の駅9
(1)あらかわ - (2)ちちぶ - (3)龍勢会館 - (4)みなの - (5)上州おにし - (6)ららん藤岡 - (7)甘楽 - (8)みょうぎ - (9)ヘルシーテラス佐久南 -
第1区： 小島よしお（走行距離 34.6km）
第2区： 熊切あさ美（走行距離 44.2km）
第3区： 猫ひろし（走行距離 70.0km）

## スタッフ

### 第4回現在（2014年5月10日放送分）
- ナレーション：近石真介、安達忍
- 構成：清隼一郎、清水寛生
- 撮影：大鋸玄記
- VE：山口聡
- 音声：藤本樹恒
- 車輌：中澤賢司、白井龍太
- バイク：山中庸正
- 編集：小川洋行
- MA：宮嶌宏道（第2,4回）
- 音効：古川直樹（タルス）
- 番宣：長江璃奈（テレビ東京）
- 技術協力：千代田ビデオ、テクノマックス
- 衣装協力：Mizuno
- AD：篠原弘樹、大上賢治、島田徹平
- AP：市川佳子
- 協力：東和モータース販売、A＋、南大沢なごみ整骨院、もみじはりきゅう整骨院
- 制作協力：Oidooon
- ディレクター：大野寿之、坂口秀作、後藤勝商、樋谷昌史（後藤・樋谷→第2,4回）、田崎貴裕
- 演出：木戸隆文
- プロデューサー：越山進、富田好美
- 製作：テレビ東京、PROTX

### 過去のスタッフ
- 撮影：神津史憲（第1回）
- 音声：田中博（第1回）、片山健（第2回）、柴崎明成（第3回）
- AD：松岡陵馬（第1回）、永田卓英（第2回）、清水巧（第3回）、三井那結（第3回）
- MA：伊東謙二（第1回）、武田明賢（第3回）
- 協力：タカハシレーシング、AtoZ、PUMA、ナースパワー、新宿御苑前りらく整骨院
- ディレクター：後藤敬昭（第2回）